# Bistrița, Neamț
Bistrița este un sat în comuna Alexandru cel Bun din județul Neamț, Moldova, România.
Aici se află și mănăstirea Bistrița construită de Alexandru cel Bun.